# Tietiuszy
Tietiuszy – miasto w Rosji, w Tatarstanie. W 2010 roku liczyło 11 596 mieszkańców.